# مارك كيلي (لاعب كرة قدم)
مارك كيلي (بالإنجليزية: Mark Kelly)‏ (7 أكتوبر 1966 ببلاكبول في المملكة المتحدة - ) هو لاعب كرة قدم بريطاني في مركز الوسط. لعب مع شروزبري تاون وكارديف سيتي ونادي فولهام.

## وصلات خارجية
- مارك كيلي على موقع قاعدة بيانات كرة القدم.إي يو (الإنجليزية)